# UK vz. 59
Az Univerzální kulomet vzor 59 (rövidítve UK vz. 59, magyarul 1959-es mintájú univerzális géppuska) egy általános célú géppuska, melyet Csehszlovákiában fejlesztettek ki a Zbrojovka Vsetín fegyvergyárban az 1950-es évek második felében a vz. 52 és a vz. 52/57 könnyű géppuskákból. A fegyver jelenleg is hadrendben van a cseh és a szlovák fegyveres erőknél, illetve több országba is exportálták. Gyártását mára befejezték.

## Leírás
Az UK vz. 59 egy igazi univerzális géppuska, melyet az erőteljes (de elavult) puskalőszerre, az orosz 7,62×54 mm R típusra fejlesztettek ki. Két fő változata készült: az egyik az UK vz. 59L, amely egy könnyű géppuska könnyűsúlyú puskacsővel és villaállvánnyal, a másik az UK vz. 59, nehezebb és hosszabb puskacsővel és háromlábú állvánnyal. A fegyvert néhány másodperc alatt át lehet szerelni könnyűből közepes géppuskává, mindössze a puskacsövet kell kicserélni és fel kell szerelni a fegyvert a háromlábú állványra. A szabványos állványokat földi célok ellen használják, légvédelmi célra külön adapter is rendelkezésre áll.
Az UK vz. 59 gázelvételes rendszerű, billenőzáras reteszelésű. A gázdugattyú a cső alatt helyezkedik el. A fémheveder egyben maradó tagú, 50 töltényes szakaszokból áll össze. A szakaszokat össze lehet illeszteni, így egy 250 töltényes folytonos hevedert kapva; ezt a közepes géppuskához használják. Könnyű géppuska kivitelben az 50 töltényes hevedereket rakaszokba helyezik, melyet a tok jobb oldalára lehet rögzíteni. A fegyvernek létezik 7,62×51 mm NATO lőszerre kalibrált változata, az UK vz. 68, amelyet NATO-szabvány széteső hevederrel látnak el. Az UK vz. 59 nyílt zárból tüzel, puskacsöve gyorsan cserélhető. A könnyű csövek nagyjából 103 mm-rel rövidebbek és alapból el vannak látva kihajtható villaállvánnyal. Mindkét puskacső el van látva lángrejtővel. A biztosítókar a tok bal oldalán kapott helyet.
Az UK vz. 59 és az UK vz. 68 géppuskát is el lehet látni 4-szeres nagyítású optikai irányzékkal.

## Változatok
- UK vz. 59 – alap közepes géppuska
- UK vz. 59L – könnyű géppuska
- UK vz. 59N – export változat

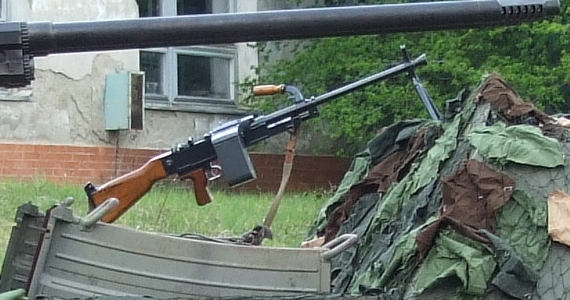
UK vz. 59

- UK vz. 59T – járművekbe szerelhető párhuzamosított géppuska
- UK vz. 68 – 7,62×51 mm NATO lőszerrel működő változat

## Fordítás
- Ez a szócikk részben vagy egészben  az   Uk vz. 59 című angol Wikipédia-szócikk ezen változatának fordításán alapul.  Az eredeti cikk szerkesztőit annak laptörténete sorolja fel. Ez a jelzés csupán a megfogalmazás eredetét és a szerzői jogokat jelzi, nem szolgál a cikkben szereplő információk forrásmegjelöléseként.